# Cadmiumformiat
Cadmiumformiat ist eine chemische Verbindung des Cadmiums aus der Gruppe der Carbonsäuresalze mit der Konstitutionsformel Cd(HCOO)2.

## Gewinnung und Darstellung
Cadmiumformiat kann durch Auflösen von Cadmiumcarbonat in einer heißen, 15%igen wässrigen Lösung von Ameisensäure hergestellt werden.
{\displaystyle \mathrm {CdCO_{3}+2\ HCOOH\longrightarrow Cd(HCOO)_{2}+H_{2}O+CO_{2}\uparrow } }

## Eigenschaften
Cadmiumformiat ist ein weißer Feststoff, der löslich in Wasser ist. Er zersetzt sich bei Erhitzung ab etwa 210 °C, wobei Kohlendioxid, Kohlenmonoxid, Ameisensäure und Cadmiumoxid entstehen. Die Verbindung besitzt eine Kristallstruktur mit der Raumgruppe C2/c (Raumgruppen-Nr. 15). Das ebenfalls existierende Dihydrat hat eine monokline Kristallstruktur mit der Raumgruppe P21/c (Nr. 14).

## Verwendung
Cadmiumformiat kann als Katalysator bei der Vinylierung von Hydroxycarbonestern und Estern mehrwertiger Alkohole verwendet werden.